# 滑液灵芝草
滑液灵芝草（学名：Rhinacanthus calcaratus）为爵床科灵芝草属的植物。分布在越南、印度以及中国大陆的云南等地，生长于海拔650米至1,300米的地区，目前尚未由人工引种栽培。